# Laser Nd-YAG

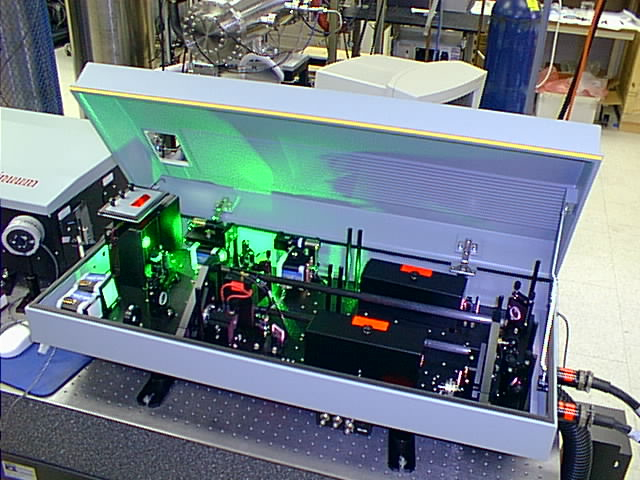
Un laser Nd:YAG ouvert. La lumière verte provient du doublage de fréquence de la lumière du laser.

Le laser Nd-YAG (acronyme du nom anglais neodymium-doped yttrium aluminium garnet) est un laser au grenat d'yttrium-aluminium dopé au néodyme (Nd : Y3Al5O12). Le cristal est utilisé comme milieu amplificateur pour les lasers utilisant des milieux solides ; le dopant, du néodyme triplement ionisé, remplace de manière typique l'yttrium dans la matrice cristalline, les deux éléments ayant une taille similaire. Généralement, le cristal hôte est dopé avec environ 1 % en masse de néodyme[réf. nécessaire].

## Description technique
Les lasers Nd:YAG sont pompés optiquement au moyen de lampes flash ou de diodes laser. Ils constituent l'un des types les plus communs de laser et sont utilisés dans de nombreuses applications.
Les Nd:YAG émettent de la lumière avec une longueur d'onde typique de 1 064 nm, dans l'infrarouge. Cependant, il existe des transitions autour de 940 nm, 1 120 nm, 1 320 nm et 1 440 nm. Les lasers Nd:YAG opèrent dans les deux modes pulsé et continu. Les lasers Nd-YAG pulsés fonctionnent typiquement dans le mode appelé Q-switching : un permuteur optique est placé dans la cavité laser, attendant une inversion de population maximale chez les ions néodyme avant d'ouvrir. Cette condition remplie, l'onde lumineuse traverse la cavité, dépeuplant le milieu laser excité à l'inversion de population maximale. Dans le mode déclenché (« Q-switché »), la puissance émise est de 20 mégawatts et des durées d'impulsions inférieures à 10 nanosecondes sont atteintes[réf. nécessaire].
Le Nd:YAG absorbe principalement dans les bandes situées entre 730-760 nm et 790-820 nm. Des lampes flash au krypton, avec un fort rendement dans ces bandes, sont ainsi plus efficaces pour le pompage des lasers Nd:YAG que les lampes au xénon, qui produisent plus de lumière blanche et donc qui gaspillent plus d'énergie[réf. nécessaire].
La quantité de dopant néodyme dans le matériau utilisé varie en fonction de son utilisation. Pour une sortie en onde continue, le dopage est significativement moins important que pour les lasers pulsés. Les barres CW faiblement dopées peuvent être distinguées optiquement par leur coloration moins importante, principalement blanche, alors que les barres plus dopées sont roses violacé.
D'autres matériaux hôtes communs pour le néodyme sont : le YLF (fluorure d'yttrium-lithium ou yttrium lithium fluoride en anglais, 1047 et 1 053 nm), YVO4 (vanadate d'yttrium, 1 064 nm), et certains verres. Un hôte est spécifiquement choisi dans le but d'obtenir une combinaison de propriétés thermiques, optiques et mécaniques. Les lasers Nd-YAG et leurs variantes sont « pompés » soit par des lampes flash, des lampes à décharge continues ou des diodes laser dans le proche infrarouge (lasers DPSS). Les lasers de type Nd:YAG préstabilisés (PSL) ont prouvé leur grande utilité dans la production du rayon principal pour les interféromètres à ondes gravitationnelles comme LIGO, VIRGO, GEO600 et TAMA.

## Applications

### Ophtalmologie

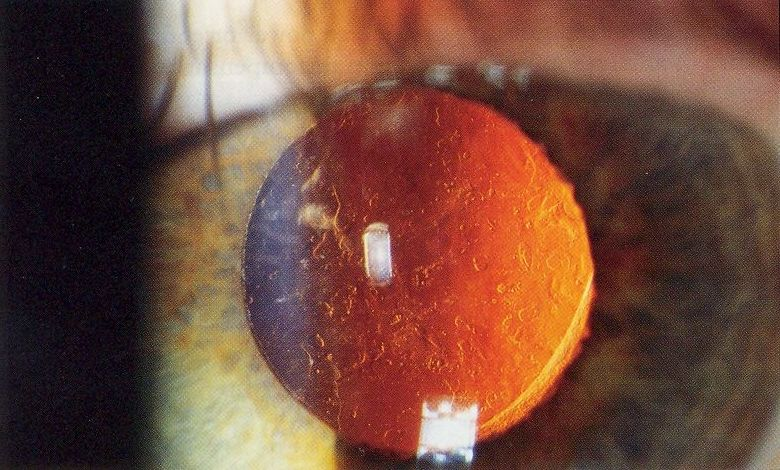
Photographie par lampe à fente d'une opacification capsulaire postérieure, visible quelques mois après l'implantation d'une lentille intraoculaire dans l'œil, visible sur la rétroillumination.

Les lasers Nd:YAG sont utilisés couramment en ophtalmologie comme moyen de correction des opacifications capsulaires postérieures appelées aussi « cataracte secondaire ». Ils sont utilisés pour l'iridotomie périphérique chez les patients atteints d'un glaucome aigu à angle fermé pour laquelle il a supplanté l'iridectomie chirurgicale. Le laser Nd:YAG doublé en fréquence (532 nm) est utilisé en lieu et place du laser à argon pour des photocoagulations pan-rétiniennes pour des patients atteints de rétinopathie diabétique.

### Médecine esthétique
Ces lasers sont largement utilisés dans le domaine de la médecine esthétique : épilation laser, traitement de lésions vasculaires mineures comme les télangiectasies du visage, détatouage, remodelage cutané non ablatif (réduction des rides et cicatrices), traitement de kyste pilonidal (technique récente)...

### Patrimoine
Les lasers Nd-YAG sont utilisés des conservateurs-restaurateurs pour restaurer le patrimoine en pierre, permettant les nettoyages de surface.

### Production industrielle
Le laser Nd:YAG est utilisé comme outil de gravure, de gravure à l'eau-forte ou d'inscriptions sur de nombreux types de métaux et de plastiques. Il est également massivement utilisé dans la métallurgie pour la découpe, la soudure d'aciers et de super-alliages et une fabrication rapide. Pour les applications automatisées (découpe et soudure d'aciers), les niveaux de puissance requis sont typiquement dans la gamme de 1 à 5 kW. Le perçage des super alliages (pour les éléments de turbines à gaz) nécessite de manière typique des lasers Nd:YAG pulsés (impulsions milliseconde, non Q-switché). Ils sont également employés pour le marquage sub-surface dans les matériaux transparents comme les verres ou les verres acryliques.

### Dynamique des fluides
Les lasers Nd:YAG sont également utilisés dans les techniques de visualisation en dynamique des fluides (par exemple pour de la vélocimétrie par image de particules ou par fluorescence induite).[réf. nécessaire]

### Spectacle
Les lasers Nd:YAG et Nd:YVO4 sont utilisés en light-show pour créer de nombreux spectacles de lumière, où leur rayon, dévié par des systèmes de miroirs crée des effets volumétriques dans un brouillard artificiel, ou permet la projection de graphismes, dessins animés et d'écritures. Ils offrent une alternative intéressante aux lasers argon et argon/krypton, utilisés jusqu'alors pour ce genre d'applications, mais qui sont bien plus contraignants (alimentation électrique importante, refroidissement par eau en circuit ouvert, poids, taille, etc.) à mettre en œuvre.

## Fréquences additionnelles
Dans de nombreuses applications, la lumière infrarouge est doublée en fréquence — voire triplée — en utilisant des matériaux optiquement non linéaires comme le triborate de lithium afin d'obtenir de la lumière visible (le vert à 532 nm) ou ultraviolette. Un pointeur laser est un laser DPSS Nd:YVO4. Le Nd:YAG peut être aussi fabriqué pour émettre à sa longueur d'onde non-principale. La raie à 946 nm est typiquement utilisée pour les « pointeurs laser bleus » DPSS, où elle est doublée à 473 nm.

## Spécifications techniques

### Propriétés physiques et chimiques du Nd:YAG
- Formule : Y3AI5O12
- Masse moléculaire : 596.7 g/mol
- Structure cristalline : Cubique
- Dureté : 8 - 8,5 (Mohs)
- Point de fusion : 1 950 °C (3 540 °F)
- Densité : 4,55 g cm−3

### Optique - Indice de réfraction du Nd:YAG
```
Longueur d’onde (μm)     Index n (
25
 
°C
)
      0.8                   1.8245
      0.9                   1.8222
      1.0                   1.8197
      1.2                   1.8152
      1.4                   1.8121
```

### Propriétés du Nd:YAG à25°C(avec 1% Nd)
- Formule : Y2.97Nd0.03AI5O12
- Poids du Nd : 0,725 %
- Atomes de Nd / cm3 : 1,38 × 1020
- Longueur d’onde : 1 064 nm
- Transition : 4F3/2 >> 4I11/2
- Durée de fluorescence : 230 μs
- Conductivité thermique : 0,14 W cm−1 K−1
- Chaleur massique : 0,59 J g−1 K−1
- Dilatation thermique : 6,9 × 10−6 K−1
- dn/dt : 7,3 × 10−6 K−1
- Module de Young : 3,17 × 104 kg mm−2
- Coefficient de Poisson : 0,25
- Résistance au choc thermique : 790 W m−1